# Alberto Pellegrino
Alberto Pellegrino (* 20. Mai 1930 in Tunis; † 9. März 1996 in Mailand) war ein italienischer Fechter. Er gewann zwei Gold- und zwei Silbermedaillen bei drei verschiedenen Olympischen Spielen, außerdem gewann er drei Weltmeistertitel.

## Leben
1955 wurde er in Rom Mannschaftsweltmeister im Degenfechten zusammen mit Giorgio Anglesio, Franco Bertinetti, Giuseppe Delfino, Edoardo Mangiarotti und Carlo Pavesi.
Die gleiche Mannschaft wurde 1956 in Melbourne Olympiasieger.
Zusammen mit Giorgio Anglesio, Franco Bertinetti, Giuseppe Delfino, Carlo Pavesi und Gianluigi Saccaro gewann er 1957 in Paris den Mannschaftswettbewerb im Degen und errang zusätzlich Bronze mit der italienischen Florett-Mannschaft.
In Philadelphia bei den Weltmeisterschaften 1958 focht Edoardo Mangiarotti in der Mannschaft wieder mit und sie gewannen erneut, Pellegrino holte auch hier Bronze mit der Florett-Mannschaft.
Bei den Olympischen Spielen 1960 in Rom gewann er seine zweite Goldmedaille, ebenfalls mit der Degen-Mannschaft. Hier gehörten Giuseppe Delfino, Fiorenzo Marini, Carlo Pavesi, Edoardo Mangiarotti und Gianluigi Saccaro zur Mannschaft.
Nach Pellegrino ist die jährlich in Mailand im Fechtsaal (Sala di Scherma) des Palazzo Spinola der Società del Giardino stattfindende Trofeo di Alberto Pellegrino benannt.

## Olympische Medaillen
- 1956  Melbourne –  Gold im Degenfechten (Mannschaft)  Italien
- 1960  Rom –  Gold im Degenfechten (Mannschaft)  Italien
- 1960  Rom –  Silber im Florettfechten (Mannschaft)  Italien
- 1964  Tokio –  Silber im Degenfechten (Mannschaft)  Italien